# 艾麗斯加德山
85°45′S 163°40′W / 85.750°S 163.667°W
艾麗斯加德山是南極洲的山峰，是羅森高原的東北端，海拔高度超過3,400米，該山峰在1911年11月由挪威極地探險家羅爾德·阿蒙森發現。